# Komenda Rejonu Uzupełnień Nowy Targ

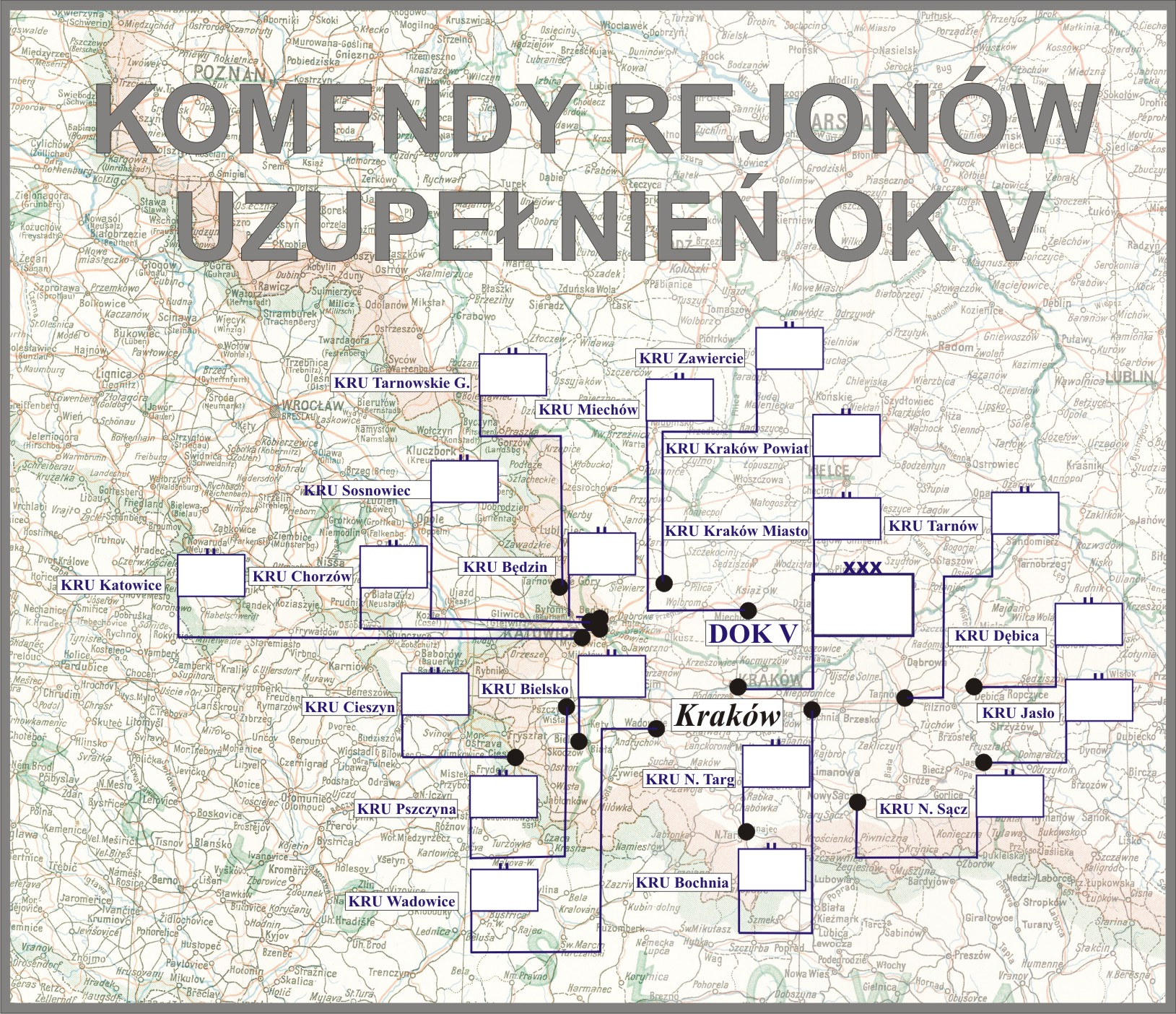
Komendy rejonów uzupełnień OK V

Komenda Rejonu Uzupełnień Nowy Targ (KRU Nowy Targ) – organ wojskowy właściwy w sprawach uzupełnień Sił Zbrojnych II Rzeczypospolitej i administracji rezerw w powierzonym mu rejonie.

## Historia komendy
W listopadzie 1921 roku, w następstwie wprowadzenia nowego podziału kraju na dziesięć okręgów korpusów i wprowadzenia pokojowej organizacji służby poborowej, na terenie Okręgu Korpusu Nr V została utworzona Powiatowa Komenda Uzupełnień Nowy Targ. W skład okręgu poborowego PKU Nowy Targ zostały włączone powiaty: nowotarski, limanowski i myślenicki. Powiaty nowotarski i limanowski zostały wyłączone z dotychczasowej PKU 1 psp w Nowym Sączu, a powiat myślenicki z PKU 12 pp w Wadowicach.
Z dniem 15 czerwca 1924 roku minister przydzielił do PKU Nowy Targ, pod względem administracji poborowej, powiat makowski, natomiast powiat myślenicki został podporządkowany PKU Kraków Powiat. W kwietniu 1925 roku w skład okręgu poborowego wchodziły powiaty: nowotarski, limanowski, makowski i spisko-orawski. Z dniem 1 lipca 1925 roku został zniesiony powiat spisko-orawski z siedzibą starostwa w Nowym Targu, a jego dotychczasowy obszar przyłączony do powiatu nowotarskiego.
18 listopada 1924 roku weszła w życie ustawa z dnia 23 maja 1924 roku o powszechnym obowiązku służby wojskowej, a 15 kwietnia 1925 roku rozporządzenie wykonawcze ministra spraw wojskowych do tejże ustawy, wydane 21 marca tego roku wspólnie z ministrami: spraw wewnętrznych, zagranicznych, sprawiedliwości, skarbu, kolei, wyznań religijnych i oświecenia publicznego, rolnictwa i dóbr państwowych oraz przemysłu i handlu. Wydanie obu aktów prawnych wiązało się z przejęciem przez władze cywilne (administracji I instancji) większości zadań związanych z przygotowaniem i przeprowadzeniem poboru. Przekazanie większości zadań władzom cywilnym umożliwiło organom służby poborowej zajęcie się wyłącznie racjonalnym rozdziałem rekruta oraz ewidencją i administracją rezerw. Do tych zadań dostosowana została organizacja wewnętrzna powiatowych komend uzupełnień i ich składy osobowe. Poszczególne komendy różniły się między sobą składem osobowym w zależności od wielkości administrowanego terenu.
Zadania i nowa organizacja PKU określone zostały w wydanej 27 maja 1925 roku instrukcji organizacyjnej służby poborowej na stopie pokojowej. W skład PKU Nowy Targ wchodziły trzy referaty: I) referat administracji rezerw, II) referat poborowy i referat inwalidzki. Nowa organizacja i obsada służby poborowej na stopie pokojowej według stanów osobowych L. O. I. Szt. Gen. 3477/Org. 25 została ogłoszona 4 lutego 1926 roku. Z tą chwilą zniesione zostały stanowiska oficerów ewidencyjnych.
12 marca 1926 roku została ogłoszona obsada personalna Przysposobienia Wojskowego, zatwierdzona rozkazem Dep. I L. 6000/26 przez pełniącego obowiązki szefa Sztabu Generalnego gen. dyw. Edmunda Kesslera, w imieniu ministra spraw wojskowych. Zgodnie z nową organizacją pokojową Przysposobienia Wojskowego zostały zlikwidowane stanowiska oficerów instrukcyjnych przy PKU, a w ich miejsce utworzone rozkazem Oddz. I Szt. Gen. L. 7600/Org. 25 stanowiska oficerów przysposobienia wojskowego w pułkach piechoty.
Od 1926 roku, obok ustawy o powszechnym obowiązku służby wojskowej i rozporządzeń wykonawczych do niej, działalność PKU Nowy Targ normowała „Tymczasowa instrukcja służbowa dla PKU”, wprowadzona do użytku rozkazem MSWojsk. Dep. Piech. L. 100/26 Pob.
W marcu 1930 roku PKU Nowy Targ nadal podlegała Dowództwu Okręgu Korpusu Nr V i administrowała powiatami: nowotarskim, limanowskim i makowskim. W grudniu tego roku posiadała skład osobowy typ II.
31 lipca 1931 roku gen. dyw. Kazimierz Fabrycy, w zastępstwie ministra spraw wojskowych, rozkazem B. Og. Org. 4031 Org. wprowadził zmiany w organizacji służby poborowej na stopie pokojowej. Zmiany te polegały między innymi na zamianie stanowisk oficerów administracji w PKU na stanowiska oficerów broni (piechoty) oraz zmniejszeniu składu osobowego PKU typ I–IV o jednego oficera i zwiększeniu o jednego urzędnika II kategorii. Liczba szeregowych zawodowych i niezawodowych oraz urzędników III kategorii i niższych funkcjonariuszy pozostała bez zmian.
Z dniem 1 kwietnia 1932 roku został zniesiony powiat makowski.
1 czerwca 1934 roku na stanowisku woźnego zatrudniony został Władysław Fryźlewicz.
1 lipca 1938 roku weszła w życie nowa organizacja służby uzupełnień, zgodnie z którą dotychczasowa PKU Nowy Targ została przemianowana na Komendę Rejonu Uzupełnień Nowy Targ przy czym nazwa ta zaczęła obowiązywać 1 września 1938 roku, z chwilą wejścia w życie ustawy z dnia 9 kwietnia 1938 roku o powszechnym obowiązku wojskowym. Obok wspomnianej ustawy i rozporządzeń wykonawczych do niej, działalność KRU Nowy Targ normowały przepisy służbowe MSWojsk. D.D.O. L. 500/Org. Tjn. Organizacja służby uzupełnień na stopie pokojowej z 13 czerwca 1938 roku. Zgodnie z tymi przepisami komenda rejonu uzupełnień była organem wykonawczym służby uzupełnień .
Komendant rejonu uzupełnień w sprawach dotyczących uzupełnień Sił Zbrojnych i administracji rezerw podlegał bezpośrednio dowódcy Okręgu Korpusu Nr V, który był okręgowym organem kierowniczym służby uzupełnień. Rejon uzupełnień nie uległ zmianie i nadal obejmował powiaty: nowotarski i limanowski.

## Obsada personalna
Poniżej przedstawiono wykaz oficerów zajmujących stanowisko komendanta Powiatowej Komendy Uzupełnień i komendanta rejonu uzupełnień oraz wykaz osób funkcyjnych (oficerów i urzędników wojskowych) pełniących służbę w PKU i KRU Nowy Targ, z uwzględnieniem najważniejszych zmian organizacyjnych przeprowadzonych w latach 1926 i 1938.
| Komendanci                                  | Komendanci              | Komendanci                       |
| ------------------------------------------- | ----------------------- | -------------------------------- |
| Stopień, imię i nazwisko                    | Okres pełnienia funkcji | Kolejne stanowisko (dalsze losy) |
| ppłk piech. Juliusz Padlewski-Skorupka      | 16 XI 1921 – VII 1927   | komendant PKU Dębica             |
| ppłk żand. / piech. Konrad Anlauf           | VII 1927 – II 1929      | dyspozycja dowódcy OK V          |
| ppłk dypl. łącz. Juliusz Zygmunt Ornatowski | III 1929 – XI 1932      | dyspozycja dowódcy OK V          |
| mjr piech. Adam Stanisław Kulejowski        | III 1934 – 1939         |                                  |

| Obsada pozostałych stanowisk funkcyjnych PKU w latach 1921–1925 | Obsada pozostałych stanowisk funkcyjnych PKU w latach 1921–1925 | Obsada pozostałych stanowisk funkcyjnych PKU w latach 1921–1925 | Obsada pozostałych stanowisk funkcyjnych PKU w latach 1921–1925 |
| --------------------------------------------------------------- | --------------------------------------------------------------- | --------------------------------------------------------------- | --------------------------------------------------------------- |
| I referent                                                      | por. piech. Tadeusz Leonard Geras                               | do II 1926                                                      | kierownik II referatu                                           |
| II referent                                                     | urzędnik wojsk. X rangi / por. kanc. Ignacy Reszczyński         |                                                                 |                                                                 |
| oficer instrukcyjny                                             | por. piech. Rudolf Świerk                                       | do XI 1924                                                      | przydzielony do 75 pp                                           |
| oficer instrukcyjny                                             | kpt. piech. Marian Wieroński                                    | XI 1924 – III 1926                                              | przydzielony do 3 psp                                           |
| oficer ewidencyjny na powiat limanowski                         | urzędnik wojsk. XI rangi / por. kanc. Marian Pachoń             |                                                                 |                                                                 |
| oficer ewidencyjny na powiat nowotarski                         | urzędnik wojsk. X rangi Jakub Hostyński                         | do V 1923                                                       | III referent w Szefostwie Poborowym DOK V                       |
| oficer ewidencyjny na powiat nowotarski                         | urzędnik wojsk. XI rangi Bolesław Chodorski                     | od 16 V 1923                                                    |                                                                 |
| oficer ewidencyjny na powiat nowotarski                         | por. piech. Stanisław Ludwik Piwnica                            | od 1 XII 1924                                                   | OE Maków                                                        |
| oficer ewidencyjny na powiat nowotarski                         | por. kanc. Leon Chadaj                                          | 1 XII 1924 – XII 1925                                           |                                                                 |
| oficer ewidencyjny na powiat myślenicki                         | wakat                                                           | w 1924 stanowisko przeniesiono do PKU Kraków Powiat             | w 1924 stanowisko przeniesiono do PKU Kraków Powiat             |
| oficer ewidencyjny na powiat makowski                           | por. kanc. Leon Chadaj                                          | V – 1 XII 1924                                                  | OE Nowy Targ                                                    |
| oficer ewidencyjny na powiat makowski                           | por. piech. Stanisław Ludwik Piwnica                            | 1 XII 1924 – II 1926                                            | 17 pp                                                           |
| Obsada pozostałych stanowisk funkcyjnych PKU w latach 1926–1938 |                                                                 |                                                                 |                                                                 |
| kierownik I referatu administracji rezerw i zastępca komendanta | kpt. piech. Wojciech Musiał                                     | od II 1926                                                      |                                                                 |
| kierownik I referatu administracji rezerw i zastępca komendanta | kpt. piech. Aleksander Mikołaj Biestek                          | do VII 1927                                                     | kierownik I referatu PKU Żywiec                                 |
| kierownik I referatu administracji rezerw i zastępca komendanta | kpt. piech. Czesław Małecki                                     | IV 1928 – III 1929                                              | dyspozycja dowódcy OK V                                         |
| kierownik I referatu administracji rezerw i zastępca komendanta | mjr piech. Kazimierz Mach                                       | III 1929 – 1 II 1930                                            | oficer placu w Zakopanem                                        |
| kierownik I referatu administracji rezerw i zastępca komendanta | kpt. piech. Stanisław Rajs                                      | IX 1930 – VI 1938                                               | kierownik I referatu                                            |
| kierownik II referatu poborowego                                | por. piech. Tadeusz Leonard Geras                               | II 1926 – VII 1927                                              | kierownik II referatu PKU Żywiec                                |
| kierownik II referatu poborowego                                | kpt. piech. Czesław Małecki                                     | IX 1927 – IV 1928                                               | kierownik I referatu                                            |
| kierownik II referatu poborowego                                | kpt. kanc. Roman Sawicz                                         | XI 1928 – IV 1929                                               | dyspozycja dowódcy OK V                                         |
| kierownik II referatu poborowego                                | kpt. piech. Stanisław Rajs                                      | VII 1929 – IX 1930                                              | kierownik I referatu                                            |
| kierownik II referatu poborowego                                | kpt. art. Franciszek Dobrucki                                   | IX 1930 – VI 1938                                               | kierownik II referatu                                           |
| referent inwalidzki                                             | por. kanc. Ignacy Weynarski                                     | od II 1926                                                      |                                                                 |
| referent inwalidzki                                             | por. kanc. Czesław Nabel                                        | XII 1926 – IV 1929                                              |                                                                 |
| referent                                                        | por. kanc. Marian Pachoń                                        | od II 1926                                                      |                                                                 |
| referent                                                        | por. piech. Stanisław Ludwik Piwnica                            | †8 XI 1926 Rzeszów                                              |                                                                 |
| referent                                                        | por. kanc. Michał Ciećkiewicz                                   | IV 1927 – 31 V 1929                                             | stan spoczynku                                                  |
| referent                                                        | kpt. art. Franciszek Dobrucki                                   | VIII 1929 – IX 1930                                             | kierownik II referatu                                           |
| Obsada pozostałych stanowisk funkcyjnych KRU w latach 1938–1939 |                                                                 |                                                                 |                                                                 |
| kierownik I referatu ewidencji                                  | kpt. adm. (piech.) Stanisław Franciszek Rajs                    | był w III 1939                                                  | †17 V 1942                                                      |
| kierownik II referatu uzupełnień                                | kpt. art. Franciszek Dobrucki                                   | był w III 1939                                                  |                                                                 |